# Юкатанська війна рас
Юкатанська війна рас (ісп. Guerra de Castas; також знана як Юкатанська війна каст, ba'atabil kichkelem Yúum) — повстання індійців мая на півострові Юкатан (територія сучасних мексиканських штатів Кінтана-Роо, Юкатан і Кампече, а також північ держави Беліз).
Війна почалася 1847 року. Одна з супротивних сторін — юкатеки (Yucatecos), була населенням європейського походження, креолів і метисів, основний район мешкання яких знаходився на північному заході півострова. Інша — індіанців мая, що проживали на південному сході. Офіційне закінчення війни — узяття мексиканськими військами столиці мая Чан-Санта-Круз (так зване «місто трьох хрестів») (сучасне місто Філіпе-Каррільйо-Пуерто, штат Кінтана-Роо) в 1901 році, але озброєні зіткнення продовжувалися до 1935 року, коли в Мехіко був укладений мирний договір з керівниками повстанців. Весь цей час райони на сході півострова залишалися непідконтрольними мексиканському уряду.
Втрати з обох боків за весь час бойових дій оцінюються в 30 — 40 тисяч осіб.

## Передумови
За часів іспанського правління на Юкатані, як і скрізь в Новій Іспанії, була законодавчо встановлена кастова система. На вершині соціальної піраміди знаходилися народжені в Іспанії, що мали право займати офіційні посади. На наступних щаблях — нащадки іспанських емігрантів, креоли, метиси, індіанські «ідальго» (Hidalgos) — нащадки аристократії мая, які підтримали іспанців під час завоювання Юкатана. На останньому щаблі цієї піраміди перебували селяни мая, навернені в католицтво (часто номінально), але які продовжували говорити рідною мовою. Малодоступний, болотистий південний схід півострова до кінця XVIII століття жив фактично незалежно.
Після здобуття незалежності від Іспанії провінціями Центральної Америки місце іспанців зайняли креоли. На Юкатані вони себе називали юкатеки. При розпаді провінцій на окремі держави вони позиціювали себе, як окрему націю. Індійські общинні землі захоплювалися новими приватними власниками. Вся політична і культурна влада зосередилася в руках юкатеків.